# Pavol Demitra

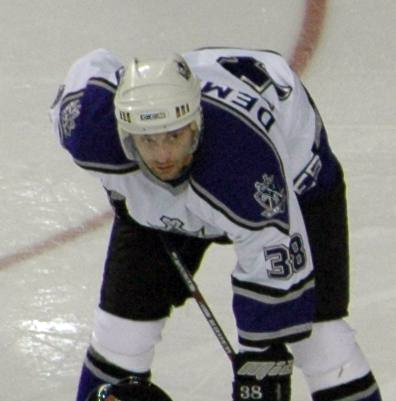
Pavol Demitra med Los Angeles Kings 2005.

Pavol Demitra tjeckiskt uttal: [ˈpavol ˈdɛmɪtra], född 29 november 1974 i Dubnica, Tjeckoslovakien, nuvarande Slovakien, död 7 september 2011 utanför Jaroslavl, Ryssland, var en slovakisk ishockeyspelare. Demitra avled i flygolyckan den 7 september 2011 där hela Lokomotiv Jaroslavls hockeylag omkom.

## Karriär
Demitra spelade sedan hösten 2010 för Lokomotiv Jaroslavl i KHL. Demitra spelade innan dess i NHL under 16 säsonger för Ottawa Senators, St. Louis Blues, Los Angeles Kings, Minnesota Wild och Vancouver Canucks. På 848 matcher i NHL gjorde han 768 poäng, 304 mål och 464 assist. Säsongen 1999-2000 tilldelades han priset Lady Byng Memorial Trophy. Han spelade i Dukla Trenčín i slovakiska ishockeyligan före NHL-karriären som startade 1993.
Demitra representerade Slovakien vid flera världsmästerskap, World Cup-turneringar samt olympiska turneringar. Vid Olympiska vinterspelen 2010 vann han poängligan för hela turneringen och kom med i turneringens All Star Team.

## Död
Demitra var den 7 september 2011 ombord på ett passagerarflygplan som kraschade i staden Jaroslavl klockan 16:05 MSK under en flygning mellan Yaroslavl-Tunoshna Airport (IAR) och Minsk-1 International Airport (MHP). Hans lag Lokomotiv Jaroslavl var på väg till en bortamatch i Minsk. Efter att planet lyfte från flygplatsen kunde det inte nå tillräckligt hög höjd och kraschade in i en ledning innan det störtade i floden Volga.

## Klubbar
- Lokomotiv Jaroslavl 2010–2011
- Vancouver Canucks 2008–2010
- Minnesota Wild 2006–2008
- Los Angeles Kings 2005–2006
- St. Louis Blues 1996–2004
- Ottawa Senators 1993–1996